# Noelia Vera
Noelia Vera Ruiz-Herrera (Cádiz, 27 de octubre de 1985) es una periodista y política española, ocupa actualmente la Dirección de Comunicación del Ministerio de Trabajo y Economía Social, y ocupó la secretaría de Estado de Igualdad y contra la Violencia de Género entre enero de 2020 y octubre de 2021.
Desde enero de 2016 fue diputada en el Congreso de Diputados en la XI, XII, XIII y XIV legislaturas en el grupo parlamentario Unidas Podemos, hasta que en septiembre de 2021 abandonó el escaño y la política por decisión propia.

## Biografía
Nació en Cádiz y se crio en El Puerto de Santa María. Es licenciada en Periodismo por la Universidad Complutense de Madrid y máster en Periodismo Agencia EFE. 
Inició su carrera profesional como becaria en CNN+ y Cuatro como responsable de contenido web en 2007 y meses después trabajó en el Diario de Cádiz. En 2008 trabajó en la sección de cultura de los servicios informativos de Telemadrid y en 2009 realizó prácticas como corresponsal en la Agencia EFE de Buenos Aires.
En 2011 trabajó en comunicación digital en el proyecto público andaluz de Guadalinfo. En 2012 asumió la dirección de Agora News Latinoamérica y fue fundadora de la delegación en Colombia. Un año después trabajó en la alcaldía mayor de Bogotá en Colombia como jefa de prensa de la cinemateca, planetario y otras entidades municipales. También fue miembro fundadora de Hemisferio Zero, un medio digital especializado en información internacional y derechos humanos en el que trabajan periodistas, historiadores y comunicadores audiovisuales con sede en Madrid, corresponsalías en México, El Salvador, Colombia y Senegal y colaboradores con presencia en Turquía, Siria y los Balcanes.
De 2013 a 2014 fue colaboradora del blog Desalambre: periodismo y Derechos Humanos de eldiario.es. En febrero de 2014 fue responsable de redacción y posteriormente asumió la presentación de la tertulia de La tuerka.

### Trayectoria política

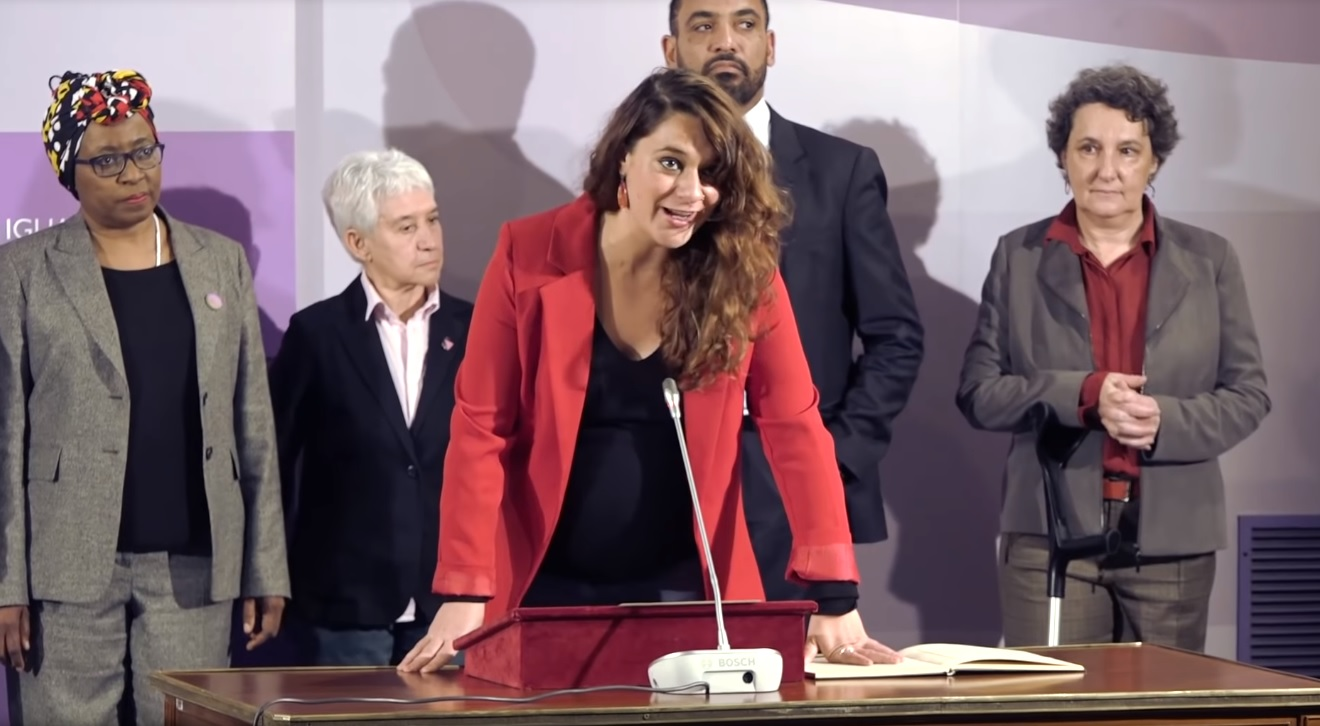
Vera prometiendo el cargo de secretaria de Estado

En 2015 Podemos anunció que Noelia Vera encabezaría la lista de las elecciones generales por la circunscripción de Cádiz, Andalucía. En diciembre de 2015 logró un escaño como diputada en el Congreso en la XI legislatura.  Fue reelegida en la XII legislatura, ejerciendo inicialmente como portavoz del grupo en la Comisión Mixta de Control Parlamentario de la Corporación RTVE y sus Sociedades.
En 2017 en la reunión de Vistalegre II logró el 30,30 % de los puntos y quedó en el puesto número 12. Participó en la lista liderada por Pablo Iglesias Podemos Para Todas.
En las dos elecciones generales de 2019 volvió a ser cabeza de lista por Cádiz, siendo elegida diputada en la XIII y XIV legislaturas.
El 13 de enero de 2020, Vera fue nombrada secretaria de Estado de Igualdad, dentro del Ministerio de Igualdad dirigido por Irene Montero. Tomó posesión del cargo el 31 de enero.
El 30 de septiembre de 2021 anunciaba su dimisión de secretaria de Estado y abandonaba su escaño en el Congreso, dejando atrás la vida política. Cesó el 12 de octubre de 2021.
En diciembre de 2023, se hizo público que volvería a la política activa, como directora de comunicación del Ministerio de Trabajo.